# Sangkarglasögonfågel
Sangkarglasögonfågel (Zosterops melanurus) är en nyligen urskild fågelart i familjen glasögonfåglar inom ordningen tättingar.

## Utseende och läte
Sangkarglasögonfågel är en typisk medlem av släktet Zosterops, med bjärt gulaktig ovansida och tydliga vita "glasögon". I större delen av utbredningsområdet är den gul på buken, dock grå på västra Java (underarten buxtoni, se nedan). I områden där den överlappar med andra glasögonfåglar är kombinationen av mörkt öga och ett tydligt mörkt streck mellan ögat och näbben diagnostiskt. Sången är en ljus ramsa, medan lätena består av gladlynta och fallande "deee, deee".

## Utbredning och systematik
Sangkarglasögonfågel delas in i tre underarter med följande utbredning:
- Zosterops melanurus melanurus – östra och centrala Java samt Bali
- Zosterops melanurus buxtoni – västra Java

Fågeln behandlas traditionellt som en del av indisk glasögonfågel (Zosterops palpebrosus). DNA-studier visar dock att den utgör en distinkt utvecklingslinje som inte står närmast palpebrosus i begränsad mening.

## Levnadssätt
Sangkarglasögonfågeln. hittas i låglänta områden och förberg. Där ses den i skogar, skogsbryn, plantage och trädgårdar.

## Status
Sangkarglasögonfågeln tros minska kraftig i antal till följd av fångst för vidare försäljning inom burfågelhandeln. Internationella naturvårdsunionen IUCN kategoriserar den som sårbar (VU).